# Low Nunatak
Low Nunatak är en nunatak i Antarktis. Den ligger i Östantarktis. Nya Zeeland gör anspråk på området. Toppen på Low Nunatak är 927 meter över havet. Low Nunatak ingår i Gonville and Caius Range.
Terrängen runt Low Nunatak är varierad. Trakten är obefolkad. Det finns inga samhällen i närheten. 